# Alfred Bekker
Alfred Bekker (* 27. září 1964 Borghorst) je německý spisovatel fantasy, sci-fi, westernů a detektivních románů.

## Životopis
Narodil se v Borghorstu v Severním Porýní-Vestfálsku. Literárně debutoval sci-fi románem Axtkrieger - der Namenlose, který napsal ve svých 14 letech. Román se nese ve stylu Michaela Moorckocka nebo Edwarda Wagnera. Celkem publikoval kolem 300 románů a více než 1000 krátkých příběhů a povídek v novinách, časopisech, kalendářích, antologiích, rozhlase a fejetonech pro renomované Süddeutschen Zeitung.
Za svou sci-fi povídku Das Meer der Finsternis byl nominován na cenu Kurd Lasswitz-Preis.
V roce 1989 pro nakladatelství Bastei píše drobné sešitové romány. Publikuje pod pseudonymem Neal Chadwick ve westernových řadách Wildwest-Roman, Western-Hit a Colt 45, v detektivní řadě Kommissar X. Stejný pseudonym použil při psaní scénářů pro televizní společnost RTL do seriálu Quincy.
Mezi další sešitové série, do kterých psal, patří: Jerry Cotton, Jerry Cotton Taschenbuch, Bad Earth, Grusel Schocker, Raumschiff Promet Neue Abenteuer, Jessica Bannister, Kelter Gaslicht, Meine Heimat, Geheimnisvolle Berge, Bastei Bergroman, Bastei Heimatroman, Kelter Fürstenkrone, Kelter Edelweiß, Redlight Ranch, Vampire, Commander John Coan Outerspace a Titan Sternenabenteuer a další.
Zvláštní řadou je sci-fi Ren Dhark, která vycházela 90. letech v Československu. Na vydání knih Alfreda Bekkera však v českém jazyce již nedošlo.
V posledních letech se autor obrací zejména k mladším čtenářům. Například jeho knižní řady Da Vincis Fälle, Ragnar či Wikinger se nesou v duchu klasické fantasy po vzoru J. R. R. Tolkiena nebo C. S. Lewise. Své světy rozšířil o příběhy vycházející z japonské mytologie Die Drachenerde a sedmidílnou ságu Elbenkinder a Das Reich der Elben.
V roce 1993 mu u Vydavatelství a nakladatelství K vychází v českém překladu detektivní romány Chcípni čmuchale a Smrt kazatele z řady Komisař X. Obě knihy vychází pod pseudonymem Neal Chadwick.
V roce 2010 vydal v Německu trilogii o mladém čaroději Gorianovi, který bojuje proti černokněžíkovi a Pánovi Mrazivé pevnosti Morygorovi. První dílo ságy Odkaz temných mečů vydalo o rok později nakladatelství Grada. Na podzim 2012 navázala druhým dílem Strážci magie.

### Zajímavosti
V současné době žije s rodinou v Meinerzhagenu. Má jednoho syna. Kromě psaní miluje plachtění. Mluví německy, anglicky, francouzsky a španělsky.

## Dílo (vydané česky)
- Komisař X: Chcípni, čmuchale (Vydavatelství a nakladatelství K 1993)
- Komisař X: Smrt kazatele (Vydavatelství a nakladatelství K 1993)
- Gorian 1: Odkaz hvězdných mečů (Grada 2011)
- Gorian 2: Strážci magie (Grada 2012)

## Pseudonymy
Kromě svého jména píše Alfred Bekker pod řadou pseudonymů.
- Dave Branford
- Brian Carisi
- Neal Chadwick (v sérii Kommissar X a pro kriminální seriál RTL Quincy , také ve westernových řadách v nakladatelství Bastei und Kelter)
- Jerry Cotton
- John Devlin (v hororových románech pro mládež )
- Janet Farell (v sérii Jessica Bannister)
- Sidney Gardner
- Leslie Garber
- Robert Gruber
- Chris Heller
- Jack Raymond (westerny u Bastei und Kelter)
- Henry Rohmer (westerny u Bastei und Kelter, fantasy u König)
- Ashley Parker (v historických románech o pirátech ve spolupráci s W. A. Hary)
- Conny Walden